# Curvos

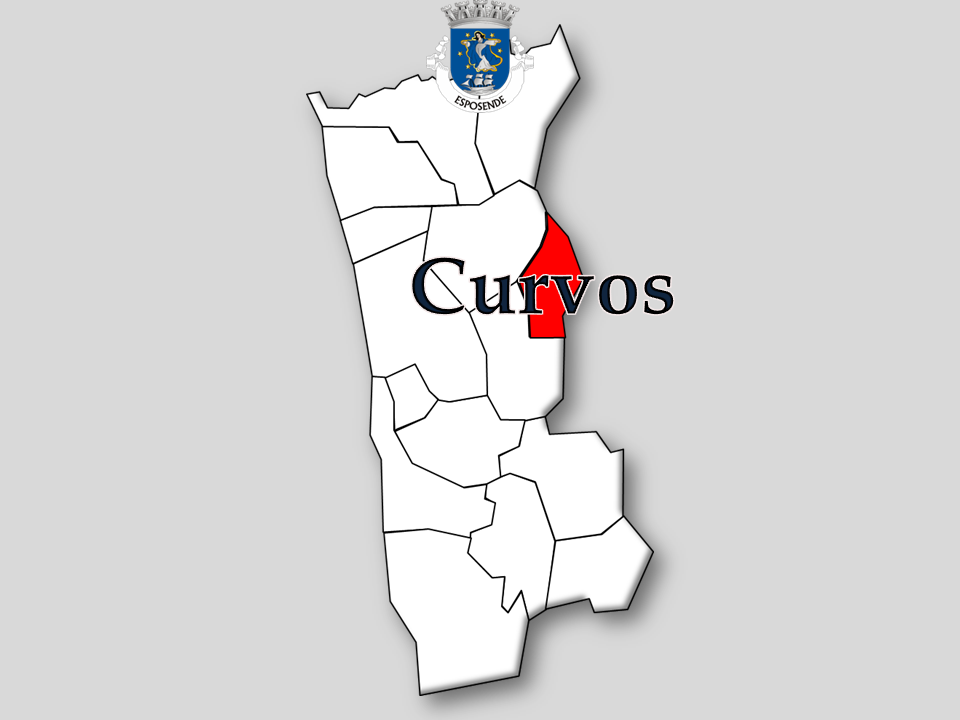
Localização da Freguesia de Curvos no Município de Esposende

Curvos é uma localidade portuguesa do Município de Esposende que foi sede da extinta Freguesia de Curvos, freguesia que tinha 4,29 km² de área e 811 habitantes (2011), e, por isso, uma densidade populacional de 189 hab/km².
Freguesia de Curvos foi extinta em 2013, no âmbito de uma reforma administrativa nacional, para, em conjunto com a Freguesia de Palmeira de Faro formar uma nova freguesia denominada União das Freguesias de Palmeira de Faro e Curvos com a sede em Palmeira de Faro.

## População
| População da freguesia de Curvos (1864 – 2011) | População da freguesia de Curvos (1864 – 2011) | População da freguesia de Curvos (1864 – 2011) | População da freguesia de Curvos (1864 – 2011) | População da freguesia de Curvos (1864 – 2011) | População da freguesia de Curvos (1864 – 2011) | População da freguesia de Curvos (1864 – 2011) | População da freguesia de Curvos (1864 – 2011) | População da freguesia de Curvos (1864 – 2011) | População da freguesia de Curvos (1864 – 2011) | População da freguesia de Curvos (1864 – 2011) | População da freguesia de Curvos (1864 – 2011) | População da freguesia de Curvos (1864 – 2011) | População da freguesia de Curvos (1864 – 2011) | População da freguesia de Curvos (1864 – 2011) |
| ---------------------------------------------- | ---------------------------------------------- | ---------------------------------------------- | ---------------------------------------------- | ---------------------------------------------- | ---------------------------------------------- | ---------------------------------------------- | ---------------------------------------------- | ---------------------------------------------- | ---------------------------------------------- | ---------------------------------------------- | ---------------------------------------------- | ---------------------------------------------- | ---------------------------------------------- | ---------------------------------------------- |
| 1864                                           | 1878                                           | 1890                                           | 1900                                           | 1911                                           | 1920                                           | 1930                                           | 1940                                           | 1950                                           | 1960                                           | 1970                                           | 1981                                           | 1991                                           | 2001                                           | 2011                                           |
| 446                                            | 441                                            | 448                                            | 444                                            | 449                                            | 468                                            | 542                                            | 652                                            | 699                                            | 791                                            | 757                                            | 901                                            | 838                                            | 831                                            | 811                                            |

## Curvenses ilustres
- Fonseca Lima, Dr.